# Schereria
Schereria is een geslacht van kevers uit de familie bladkevers (Chrysomelidae).
De wetenschappelijke naam van het geslacht werd in 1984 gepubliceerd door Medvedev.

## Soorten
- Schereria martensi Medvedev, 1984